# Angustacsa lobata
Angustacsa lobata är en insektsart som beskrevs av Tim R. New 1984. Angustacsa lobata ingår i släktet Angustacsa och familjen fjärilsländor. Inga underarter finns listade i Catalogue of Life.